# Börje-Bengt Hedblom
Börje-Bengt Hedblom es un deportista sueco que compitió en bobsleigh. Ganó una medalla de bronce en el Campeonato Mundial de Bobsleigh de 1961, en la prueba cuádruple.

## Palmarés internacional
| Campeonato Mundial | Campeonato Mundial           | Campeonato Mundial | Campeonato Mundial |
| Año                | Lugar                        | Medalla            | Prueba             |
| ------------------ | ---------------------------- | ------------------ | ------------------ |
| 1961               | Lake Placid (Estados Unidos) | Medalla de bronce  | Cuádruple          |